# ضغط أرضي

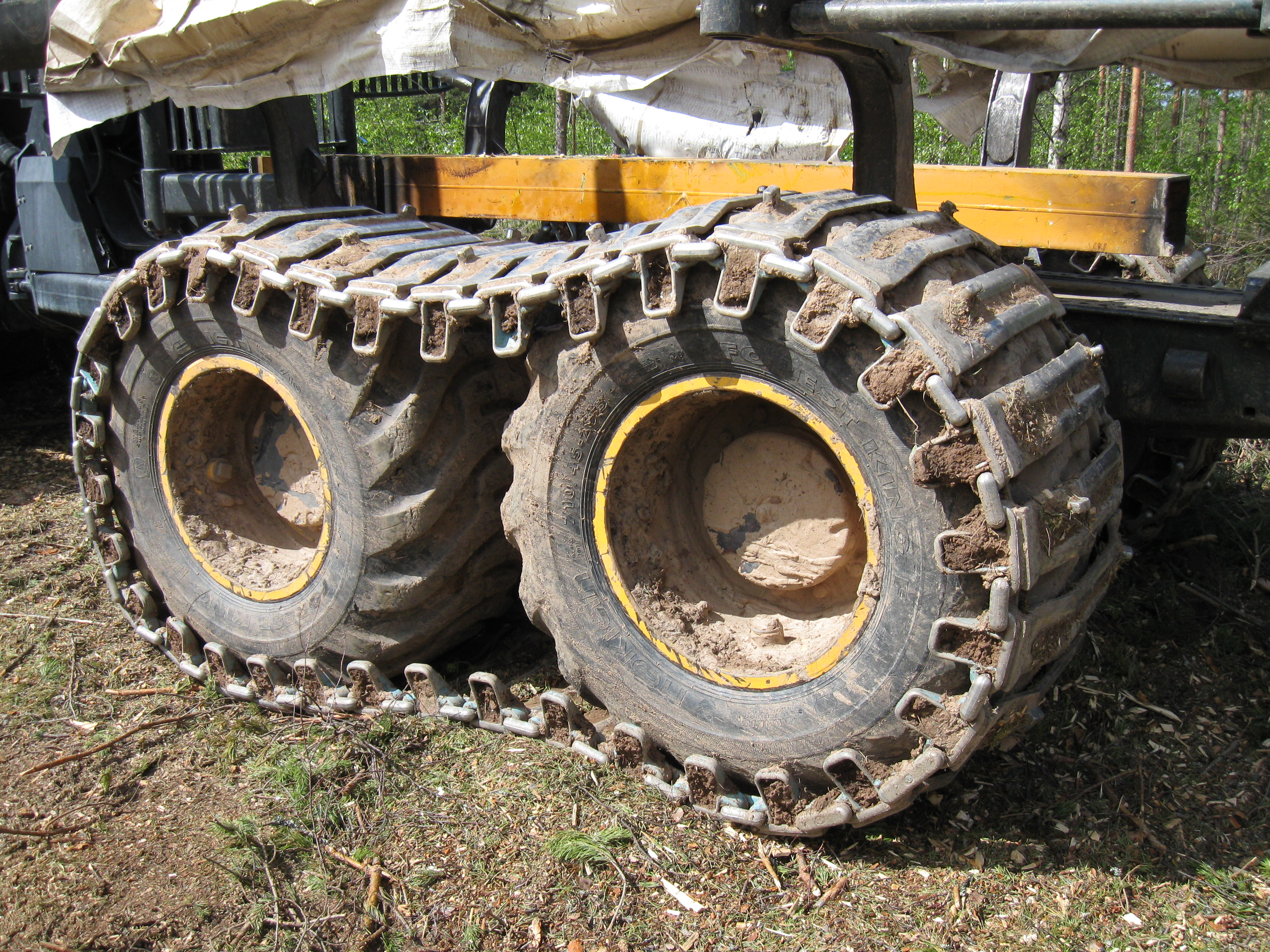

الضغط الأرضي هو الضغط الذي تمارسه إطارات أو مسارات مركبة آلية على الأرض، وهو أحد مقاييس حركتها المحتملة، خاصة على الأرض الناعمة. كما ينطبق على أقدام شخص أو آلة المشي. يقاس الضغط الأرضي بالباسكال (Pa) الذي يتوافق مع وحدة الوحدات العرفية للولايات المتحدة من الجنيهات لكل بوصة مربعة (psi). يمكن حساب متوسط الضغط الأرضي باستخدام الصيغة القياسية لمتوسط الضغط: P = F / A. في حالة مثالية، أي قوة صافية ثابتة وموحدة طبيعية إلى مستوى الأرض، وهذا هو ببساطة وزن الكائن مقسوما على منطقة التلامس. غالبا ما تتم مقارنة الضغط الأرضي للمركبات الآلية بالضغط الأرضي للقدم البشرية، والذي يمكن أن يكون 60-80 kPa أثناء المشي أو ما يصل إلى 13 MPa لشخص في الكعب العالي.
زيادة حجم منطقة الاتصال على الأرض (البصمة) في ما يتعلق الوزن، يقلل من ضغط الأرض. يوصى بالضغط الأرضي البالغ 14 كيلو باسكال (2 رطل / بوصة مربعة) أو أقل للنظم الإيكولوجية الهشة مثل المستنقعات. خفض ضغط الأرض يزيد من التعويم، مما يسمح بمرور أسهل للجسم على التضاريس الناعمة. وغالبا ما يلاحظ هذا في أنشطة مثل أحذية الثلوج.